# World Hard Court Championships
De World Hard Court Championships waren een jaarlijks terugkerend tennistoernooi.
Het toernooi werd op gravel gespeeld; "hard court" was de toenmalige Engelse benaming voor gravel.
Door de ILTF werd het predicaat wereldkampioenschap toegekend aan drie toernooien, waaronder de World Hard Court Championships en Wimbledon.
In 1923 werd de Amerikaanse bond lid van de mondiale tennisbond – per 1924 werd de status van "Official tournament" toegekend aan de toernooien van het Verenigd Koninkrijk, Frankrijk, Verenigde Staten en Australië. Tegenwoordig staan deze toernooien bekend als de grandslamtoernooien. De World Hard Court Championships werden opgeheven.
Tot 1925 waren de Franse tenniskampioenschappen alleen toegankelijk voor Franse tennissers. Om die reden worden de World Hard Court Championships soms als voorganger van de Franse kampioenschappen gezien.

## Finales

### Mannenenkelspel
| Jaar      | Winnaar                                      | Verliezend finalist                          | Uitslag                                      |
| --------- | -------------------------------------------- | -------------------------------------------- | -------------------------------------------- |
| 1912      | Otto Froitzheim                              | Oscar Kreuzer                                | 6–2, 7–5, 4–6, 7–5                           |
| 1913      | Anthony Wilding                              | André Gobert                                 | 6–3, 6–3, 1–6, 6–4                           |
| 1914      | Anthony Wilding (2)                          | Ludwig von Salm-Hoogstraeten                 | 6–0, 6–2, 6–4                                |
| 1915–1918 | Niet gehouden vanwege Eerste Wereldoorlog    | Niet gehouden vanwege Eerste Wereldoorlog    | Niet gehouden vanwege Eerste Wereldoorlog    |
| 1920      | William Laurentz                             | André Gobert                                 | 9–7, 6–2, 3–6, 6–2                           |
| 1921      | Bill Tilden                                  | Jean Washer                                  | 6–3, 6–3, 6–3                                |
| 1922      | Henri Cochet                                 | Manuel de Gomar                              | 6–0, 2–6, 4–6, 6–1, 6–2                      |
| 1923      | Bill Johnston                                | Jean Washer                                  | 4–6, 6–2, 6–2, 4–6, 6–3                      |
| 1924      | Niet gehouden vanwege Olympische Zomerspelen | Niet gehouden vanwege Olympische Zomerspelen | Niet gehouden vanwege Olympische Zomerspelen |

### Vrouwenenkelspel
| Jaar      | Winnaar                                      | Verliezend finalist                          | Uitslag                                      |
| --------- | -------------------------------------------- | -------------------------------------------- | -------------------------------------------- |
| 1912      | Marguerite Broquedis                         | Mieken Rieck                                 | 6–3, 0–6, 6–4                                |
| 1913      | Mieken Rieck                                 | Marguerite Broquedis                         | 6–4, 3–6, 6–4                                |
| 1914      | Suzanne Lenglen                              | Germaine Golding                             | 6–2, 6–1                                     |
| 1915–1918 | Niet gehouden vanwege Eerste Wereldoorlog    | Niet gehouden vanwege Eerste Wereldoorlog    | Niet gehouden vanwege Eerste Wereldoorlog    |
| 1920      | Dorothy Holman                               | Francisca Subirana                           | 6–0, 7–5                                     |
| 1921      | Suzanne Lenglen (2)                          | Molla Bjurstedt-Mallory                      | 6–2, 6–3                                     |
| 1922      | Suzanne Lenglen (3)                          | Elizabeth Ryan                               | 6–3, 6–2                                     |
| 1923      | Suzanne Lenglen (4)                          | Kitty McKane                                 | 6–3, 6–3                                     |
| 1924      | Niet gehouden vanwege Olympische Zomerspelen | Niet gehouden vanwege Olympische Zomerspelen | Niet gehouden vanwege Olympische Zomerspelen |

### Mannendubbelspel
| Jaar      | Winnaar                                      | Verliezend finalist                          | Uitslag                                      |
| --------- | -------------------------------------------- | -------------------------------------------- | -------------------------------------------- |
| 1912      | Otto Froitzheim Oscar Kreuzer                | Harold Kitson Charles Winslow                | 4–6, 6–2, 6–1, 6–3                           |
| 1913      | Fritz von Bissing Heinrich Kleinschroth      | Otto Froitzheim Anthony Wilding              | 7–5, 0–6, 6–3, 8–6                           |
| 1914      | Max Décugis Maurice Germot                   | Arthur Gore Algernon Kingscote               | 6–1, 11–9, 6–8, 6–2                          |
| 1915–1918 | Niet gehouden vanwege Eerste Wereldoorlog    | Niet gehouden vanwege Eerste Wereldoorlog    | Niet gehouden vanwege Eerste Wereldoorlog    |
| 1920      | André Gobert William Laurentz                | André Gobert Nicolae Mişu                    | 6–4, 6–2, 6–1                                |
| 1921      | André Gobert (2) William Laurentz (2)        | Pierre Albarran Alain Gerbault               | 6–4, 6–2, 6–8, 6–2                           |
| 1922      | Jean Borotra Henri Cochet                    | Marcel Dupont Nicolae Mişu                   | 6–8, 6–1, 6–2, 6–3                           |
| 1923      | André Gobert William Laurentz                | Léonce Aslangul Uberto de Morpurgo           | 10–12, 3–6, 6–2, 6–3, 6–4                    |
| 1924      | Niet gehouden vanwege Olympische Zomerspelen | Niet gehouden vanwege Olympische Zomerspelen | Niet gehouden vanwege Olympische Zomerspelen |

### Vrouwendubbelspel
| Jaar      | Winnaar                                      | Verliezend finalist                          | Uitslag                                      |
| --------- | -------------------------------------------- | -------------------------------------------- | -------------------------------------------- |
| 1912-1913 | Geen vrouwendubbel                           | Geen vrouwendubbel                           | Geen vrouwendubbel                           |
| 1914      | Suzanne Lenglen Elizabeth Ryan               | Blanche Amblard Suzanne Amblard              | 6–0, 6–0                                     |
| 1915–1918 | Niet gehouden vanwege Eerste Wereldoorlog    | Niet gehouden vanwege Eerste Wereldoorlog    | Niet gehouden vanwege Eerste Wereldoorlog    |
| 1920      | Dorothy Holman Phyllis Satterthwaite         | Germaine Golding Jeanne Vaussard             | 6–3, 6–1                                     |
| 1921      | Germaine Golding Suzanne Lenglen (2)         | Dorothy Holman Irene Peacock                 | 6–2, 6–2                                     |
| 1922      | Suzanne Lenglen (3) Elizabeth Ryan (2)       | Geraldine Beamish Kitty McKane               | 6–0, 6–4                                     |
| 1923      | Geraldine Beamish Kitty McKane               | Germaine Golding Suzanne Lenglen             | 6–2, 6–3                                     |
| 1924      | Niet gehouden vanwege Olympische Zomerspelen | Niet gehouden vanwege Olympische Zomerspelen | Niet gehouden vanwege Olympische Zomerspelen |

### Gemengd dubbelspel
| Jaar      | Winnaar                                      | Verliezend finalist                          | Uitslag                                      |
| --------- | -------------------------------------------- | -------------------------------------------- | -------------------------------------------- |
| 1912      | Anne de Borman Max Décugis                   | Mieken Rieck Heinrich Kleinschroth           | 6–4, 7–5                                     |
| 1913      | Elizabeth Ryan Max Décugis (2)               | Germaine Golding Anthony Wilding             | walkover                                     |
| 1914      | Elizabeth Ryan (2) Max Décugis (3)           | Suzanne Lenglen Ludwig von Salm-Hoogstraeten | 6–3, 6–1                                     |
| 1915–1918 | Niet gehouden vanwege Eerste Wereldoorlog    | Niet gehouden vanwege Eerste Wereldoorlog    | Niet gehouden vanwege Eerste Wereldoorlog    |
| 1920      | Germaine Golding William Laurentz            | Suzanne Amblard Max Décugis                  | walkover                                     |
| 1921      | Suzanne Lenglen Max Décugis (4)              | Germaine Golding William Laurentz            | 6–3, 6–2                                     |
| 1922      | Suzanne Lenglen (2) Henri Cochet             | Geraldine Beamish Brian Gilbert              | 6–4, 4–6, 6–0                                |
| 1923      | Suzanne Lenglen (3) Henri Cochet (2)         | Kitty McKane Brian Gilbert                   | 6–2, 10–8                                    |
| 1924      | Niet gehouden vanwege Olympische Zomerspelen | Niet gehouden vanwege Olympische Zomerspelen | Niet gehouden vanwege Olympische Zomerspelen |

ITF-toernooien (mannen en vrouwen)

ATP-toernooien (mannen) – ATP-seizoen 2025

WTA-toernooien (vrouwen) – WTA-seizoen 2025

Voormalige toernooien mannen
Voormalige toernooien vrouwen
Voormalige amateurtoernooien